# This Is Sinatra Volume 2
This Is Sinatra Volume 2 é um álbum do cantor estadunidense Frank Sinatra, lançado em 1958. É uma coleção de singles compilada por Nelson Riddle, seguindo-se a This is Sinatra, de 1956.
O álbum também inclui sete novas faixas, gravadas no final de 1957: "I Believe", "Everybody Loves Somebody", "It's the Same Old Dream", "Time After Time", "You'll Always Be the One I Love", "If You Are But a Dream" e "Put Your Dreams Away". Como Frank Sinatra havia gravado estas músicas na década de 1940, e muitas falam sobre os sonhos, elas podem ter sido o embrião de um álbum conceitual que nunca foi completado.

## Faixas
| N.º | Título                                                | Música                              | Duração |  |
| 1.  | "Hey! Jealous Lover"                                  | Sammy Cahn, Kay Twomey, Bee Walker  | 2:24    |  |
| 2.  | "Everybody Loves Somebody"                            | Irving Taylor, Ken Lane             | 3:46    |  |
| 3.  | "Something Wonderful Happens in Summer"               | Joe Bushkin, John Devries           | 3:16    |  |
| 4.  | "Half as Lovely (Twice as True)"                      | Lew Spence, Sammy Gallop            | 3:09    |  |
| 5.  | "You're Cheatin' Yourself (If You're Cheating on Me)" | Al Hoffman, Dick Manning            | 2:38    |  |
| 6.  | "You'll Always Be the One I Love"                     | Ticker Freeman, Sonny Skylar        | 2:59    |  |
| 7.  | "You Forgot All the Words"                            | Bernie Wayne, E.H. Jay              | 3:24    |  |
| 8.  | "How Little We Know"                                  | Phillip Springer, Carolyn Leigh     | 2:39    |  |
| 9.  | "Time After Time"                                     | Jule Styne, Sammy Cahn              | 3:31    |  |
| 10. | "Crazy Love"                                          | Sammy Cahn, Phil Tuminello          | 2:54    |  |
| 11. | "Wait for Me"                                         | Nelson Riddle, Dick Stanford        | 2:54    |  |
| 12. | "If You Are But a Dream"                              | Moe Jaffe, Jack Fulton, Nat Bonx    | 3:50    |  |
| 13. | "So Long, My Love"                                    | Sammy Cahn, Lew Spence              | 2:50    |  |
| 14. | "It's the Same Old Dream"                             | Jule Styne, Sammy Cahn              | 3:06    |  |
| 15. | "I Believe"                                           | Jule Styne, Sammy Cahn              | 2:33    |  |
| 16. | "Put Your Dreams Away"                                | Paul Mann, Stephen Weiss, Ruth Lowe | 3:12    |  |